# Ekiden

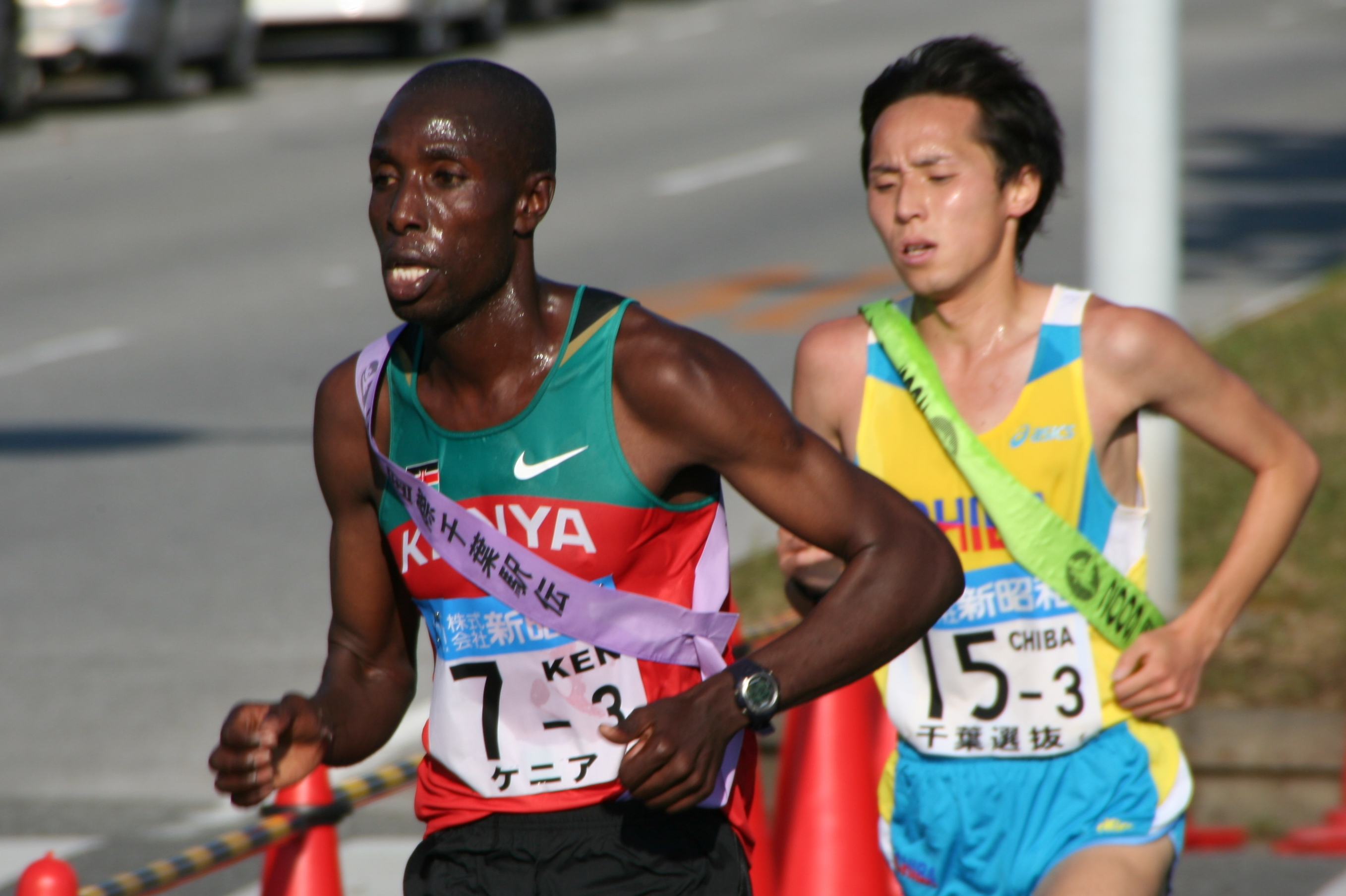
Ekiden

De ekiden is een onderdeel in de wegatletiek. Het is een marathon in estafettevorm. Het onderdeel vindt zijn oorsprong in Japan. Eki betekent "station" en den betekent "wissel".
De totale marathonafstand van 42,195 km wordt door zes lopers afgelegd. De startloper neemt de eerste 5 km voor zijn rekening. In een officiële ekiden lopen de hardlopers resp. 5, 10, 5, 10, 5 en 7,195 km (opgeteld de volledige marathonafstand), maar deze afstanden, en het aantal teamleden, kunnen tegenwoordig per wedstrijd verschillen. De lopers geven geen estafettestokje door, maar een sjerp, de tasuki, die om het lichaam gedragen kan worden.
Enkele bekende ekidenwedstrijden zijn die van Hakone en Izumo en de Chiba ekiden.

## Oorsprong
In het verleden werden in Japan belangrijke documenten door diverse lopers van de ene naar de andere plaats gebracht. De hedendaagse ekiden is hier op gebaseerd. Het pakket documenten wordt tegenwoordig gesymboliseerd door een sjerp, de Tasuki.
De eerste ekiden werd in 1917 georganiseerd tussen de Japanse steden Kyoto en Tokyo. Dit betrof een 3-daagse wedstrijd die bestond uit 23 etappes en in totaal een afstand van 507 kilometer bedroeg. Hiermee werd de 50e verjaardag van Tokyo als hoofdstad gevierd. De eerste internationale race met nationale teams vond plaats in 1983 in Yokohama. In 1986 organiseerde de wereldatletiekbond IAAF een World Challenge Road Relay in Hiroshima. Vervolgens vond het evenement zijn weg over de hele wereld en werden ook in Europa en Amerika verschillende edities georganiseerd. 

## Continentale records
| Continent                | Geslacht | Prestatie | Atleet           | Land | Datum            | Plaats   |
| ------------------------ | -------- | --------- | ---------------- | ---- | ---------------- | -------- |
| Wereld                   | M        | 1:57.06   | Kenia            | KEN  | 23 november 2005 | Chiba    |
| Wereld                   | V        | 2:11.41   | China            | CHN  | 28 februari 1998 | Peking   |
| Afrika                   | M        | 1:57.06   | Kenia            | KEN  | 23 november 2005 | Chiba    |
| Afrika                   | V        | 2:13.35   | Kenia            | KEN  | 23 november 2006 | Chiba    |
| Noord- en Midden-Amerika | M        | 1:59.08   | Verenigde Staten | USA  | 23 november 2005 | Chiba    |
| Noord- en Midden-Amerika | V        | 2:29.36   | Verenigde Staten | USA  | 18 april 1998    | Manaus   |
| Zuid-Amerika             | M        | 2:04.50   | Brazilië         | BRA  | 19 april 1998    | Manaus   |
| Zuid-Amerika             | V        | 2:32.55   | Brazilië         | BRA  | 18 april 1998    | Manaus   |
| Azië                     | M        | 1:58.58   | Japan            | JPN  | 23 november 2005 | Chiba    |
| Azië                     | V        | 2:11.41   | China            | CHN  | 28 februari 1998 | Peking   |
| Europa                   | M        | 2:02.37   | België           | BEL  | 11 november 2022 | Tongeren |
| Europa                   | V        | 2:14.51   | Rusland          | RUS  | 23 november 2006 | Chiba    |
| Oceanië                  | M        | 2:03.13   | Australië        | AUS  | 23 november 2006 | Chiba    |
| Oceanië                  | V        |           |                  |      |                  |          |

Bijgewerkt tot 19 november 2022.